# Hafenstraße (Bremen)

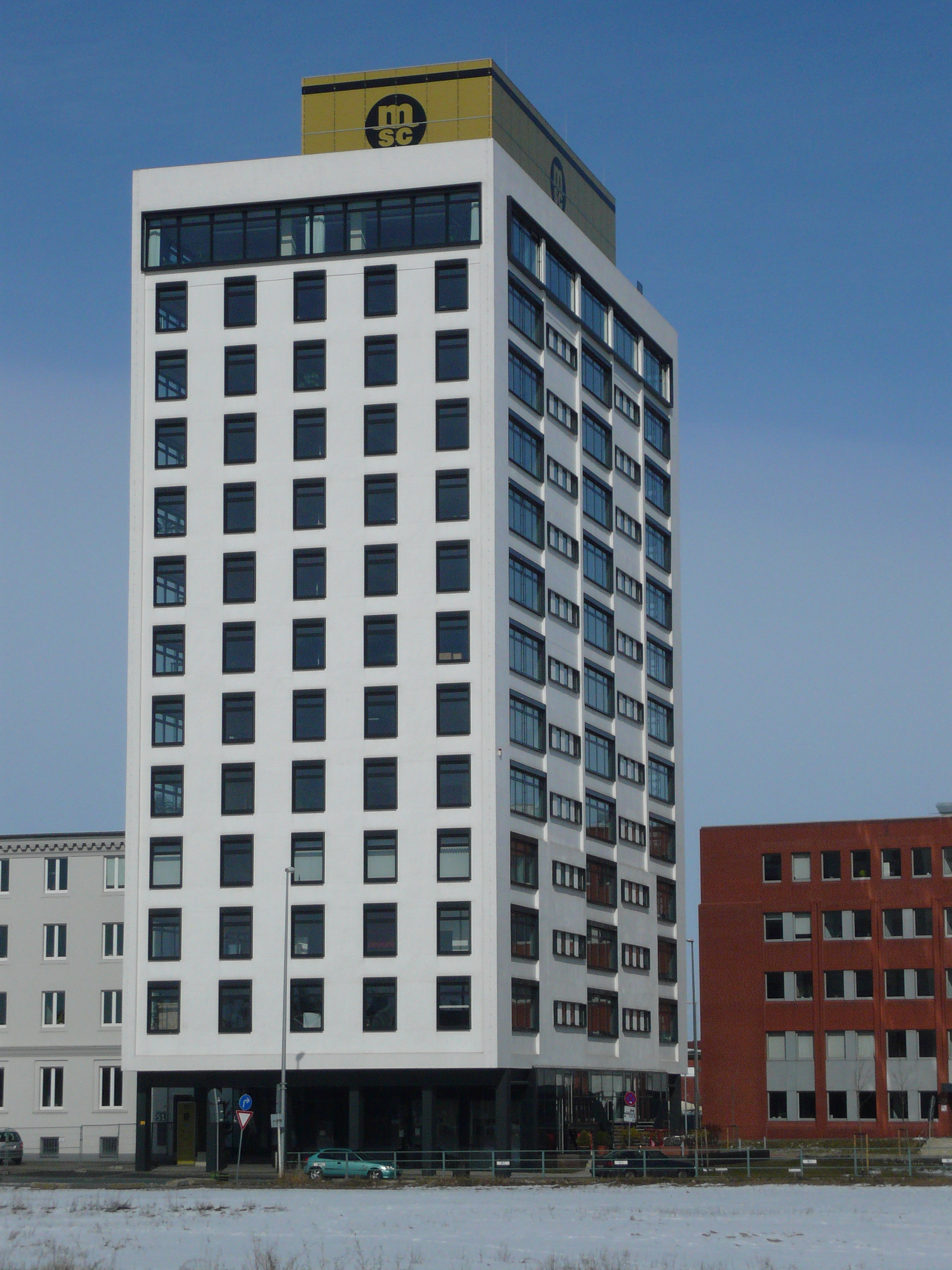
Hafenhochhaus, Hafenamt

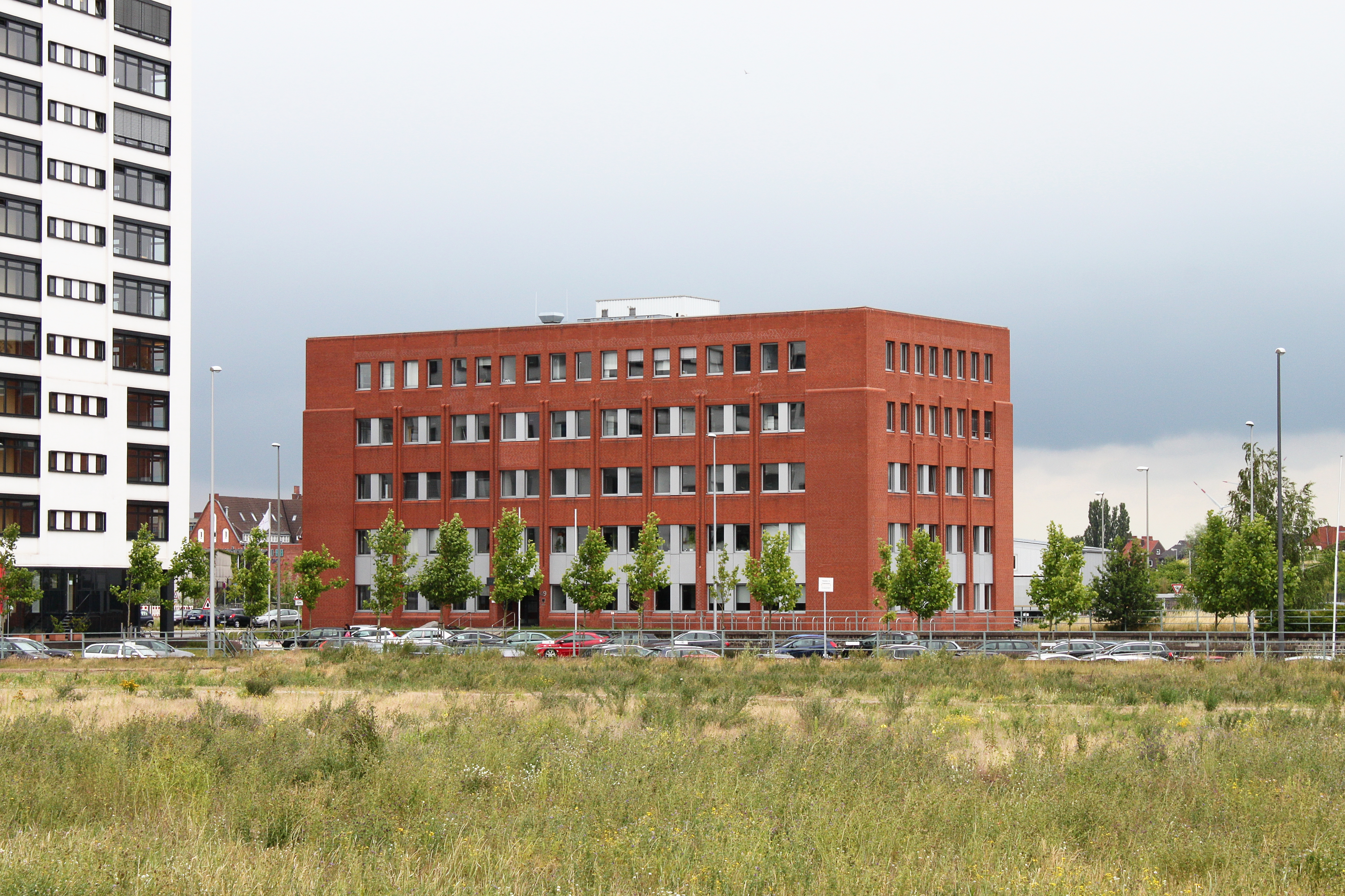
Hafenhaus, Zollamt Bremen

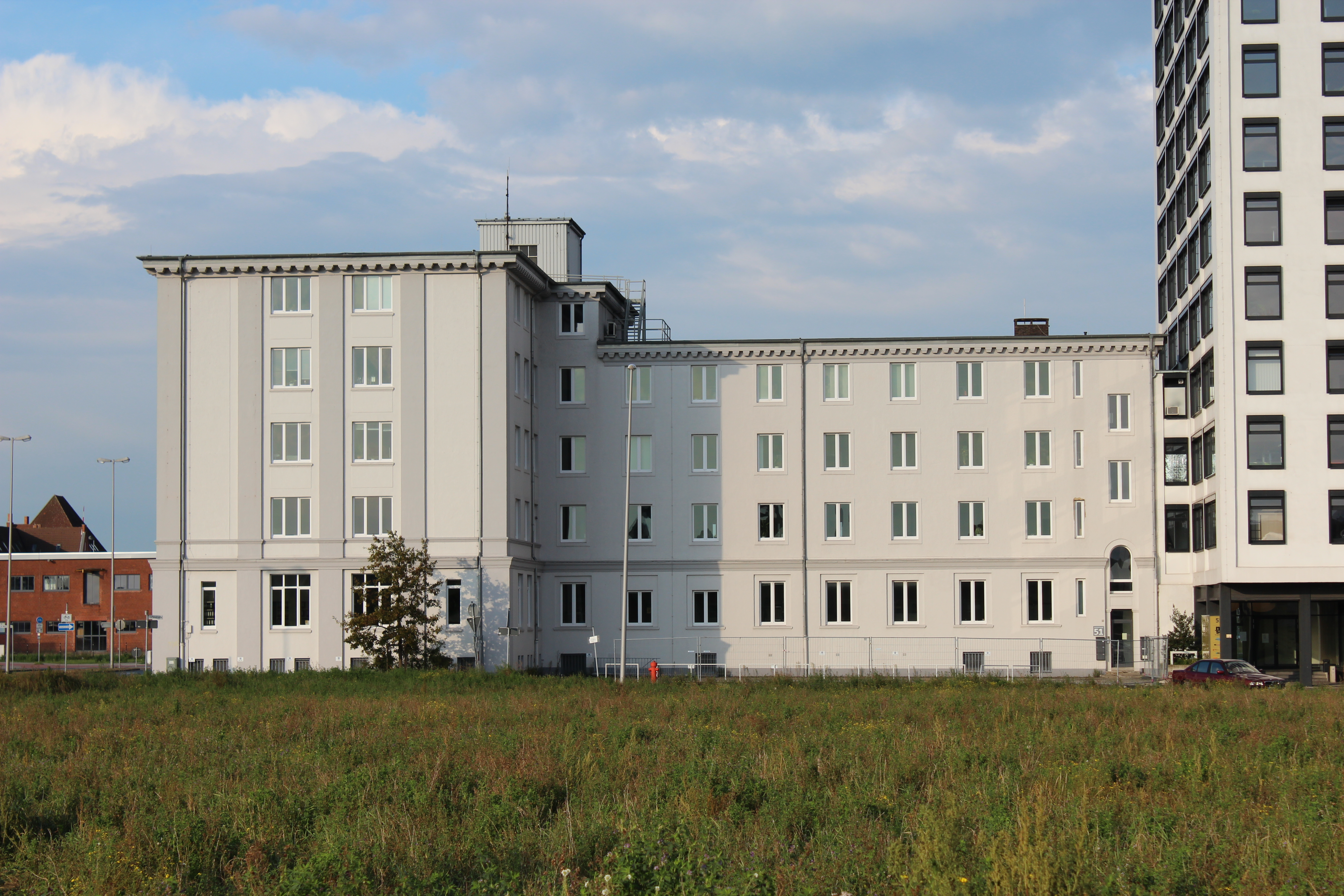
Schutzpolizeigebäude „Kommando Hafen“

Die Hafenstraße ist eine Durchgangs- und Erschließungsstraße in Bremen, Stadtteil Walle, Ortsteil Überseestadt. Sie führt überwiegend in Südost-Nordwest-Richtung von den Straßen Neptunstraße und Hansator bis zu den Straßen Überseetor und Am Waller Freihafen. Sie wurde nach 1945 angelegt und verlief ausschließlich innerhalb des damaligen Freihafens. 
Bereits in den 1880er Jahren wurde erstmals eine Hafenstraße in Bremen angelegt. Diese verband die Faulenstraße  mit der Tannenstraße (heute nur noch teilweise erhalten als Korffsdeich) und schuf so eine Verbindung von der Bremer Altstadt durch die Wallanlagen und durch einen Eisenbahntunnel in Richtung Hafen und wurde von der Ringlinie 1 der Straßenbahn befahren. Beim Wiederaufbau nach 1945 wurde die Hafenstraße nicht wieder aufgebaut und durch eine Verlängerung von Am Wall ersetzt. 
Die Querstraßen und Anschlussstraßen wurden benannt u. a. als Neptunstraße nach der Neptun-Reederei von 1873, die heute in der Sloman Neptun Schiffahrts AG aufgegangen ist, Hansator nach der Hanse, einer Vereinigung als Kaufmannshanse und dann als Städtehanse an der Ost- und Nordsee, Speicherhof nach den vielen Speichern im Hafengebiet, Überseetor 2002 nach dem Überseehafen, der hier von 1906 bis 1998 bestand und Am Waller Freihafen 2002 nach dem früheren Freihafen an diesem Ort; ansonsten siehe beim Link zu den Straßen.

## Geschichte

### Name
Die Hafenstraße wurde benannt nach den Bremer Häfen im bremischen Bereich.

### Entwicklung
In Bremen wurde ab 1887 ein flussabwärts des Stadtkerns gelegener Hafen, der Europahafen, angelegt. Als 1888 Bremen dem Deutschen Zollverein beitrat, blieb der neue Hafen Zollausland. Dieser lukrative Freihafen wurde 1891–1900 um den Holz- und Fabrikenhafen erweitert. 1906 kam der Überseehafen hinzu. 1910 wurde nördlich der bisherigen Hafenbecken der Komplex der Industriehäfen eröffnet.
In der Überseestadt befindet sich noch ein gewerblich genutztes Hafenbecken (Getreidehafen und Holz- sowie Fabrikenhafen). Auf dem aufgegebenen und zugeschütteten Hafenbecken des ehemaligen Überseehafens sowie rund um den Europahafen wird das Stadtentwicklungskonzept Überseestadt durch Wohnungs- und Gewerbebauten realisiert.

### Verkehr
Die Straßenbahn Bremen tangiert mit der Linie 3 (Gröpelingen – Überseestadt – Weserwehr) und 5 (Gröpelingen – Überseestadt – Bürgerpark) die Straße am Hansator.
Im Nahverkehr in Bremen tangieren die Buslinien 20 (Hohweg ↔ Europahafen) und 28 (Überseestadt ↔ Universität-Nord) die Straße am Hansator.

## Gebäude und Anlagen
An der Straße stehen nur gewerblich genutzte Gebäude.
Erwähnenswerte Gebäude und Anlagen
- Nr. 1: 1-gesch. 200 Meter langer neuer Gewerbebau von 2016 mit Sheddächern mit dem Zweirad-Center Stadler nach Plänen von Westphal Architekten, Bremen.[2]
- Speicherhof Nr. 1 Ecke Hafenstraße: 1-gesch. verklinkerter Gewerbebau der Bremer Tabakbörse von 1962 mit Sheddächern und 2-gesch. Bürohaus als Kopfbau nach Plänen von Erik Schott, Bremen; der Bau entstand auf Initiative Indonesiens.
- Danach Gütergleise neben der Straße
- Speicherhof Nr. 5: 1-gesch. Hallen und 2-gesch. Gewerbebau mit u. a. SEC Ship's Equipment Centre Bremen
- Zwischen Hafenstraße und Speicherhof: 6-gesch. verklinkerter Gewerbebau mit u. a. Berthold Vollers GmbH
- Ecke Hafenstraße und Speicherhof Nr. 210: 5-gesch. Gewerbebau mit u. a. Lawonce Logistics
- Danach Rückseite der 2-gesch. Wohnbebauungen der Heimatstraße Nr. 1 bis 67 mit Treppendurchgang bei Nr. 1
- Zwei Unterführungen der heute eingleisigen Güterbahnstrecke
- Nr. ?: 1- bis 3-gesch. neuerer Gewerbebau, daneben breite Treppenanlage Richtung Konsul-Smidt-Straße
- Nr. 43: 3-gesch. verklinkerter Gewerbebau mit 1-gesch. Anbauten
- Danach Teilung der Straße
- Nr. 49: 5-gesch. neueres Bürohaus (Hafenhaus) mit dem Zollamt Bremen als Bundesbehörde
- Nr. 51/53: 4- und 5-gesch. denkmalgeschütztes Schutzpolizeigebäude „Kommando Hafen“ von 1925 nach Plänen von Oberbaurat Hans Ohnesorge, Baurat Karl August Oehring und Heinrich Müller vom Hochbauamt Bremen. Das Bürogebäude wird u. a. durch das Hansestadt Bremische Hafenamt, den Bremer Schiffsmeldedienst und durch eine Versicherung genutzt.[3]
- Überseetor Nr. 20 und zwischen der geteilten Hafenstraße (Nr. 55): 13-gesch. 51 Meter hohes Hafenhochhaus von 1960 nach Plänen von Max Säume und Günther Hafemann, Umfangreiche Umbau- und Sanierungsarbeiten von 2006 nach Plänen von Hilmes und Lamprecht. Heute mit dem Zweitsitz des Hansestadt Bremischen Hafenamtes und dem Hafengesundheitsamt Bremen sowie verschiedenen Firmen. Bis 2001 hatte die Bremer Lagerhausgesellschaft (BLG) hier ihren Sitz.
- Hinweis zu Hansator Nr. 5: 5-gesch. Bürohaus als Ziegelbau der Straßenverkehrs-Genossenschaft Bremen eG (SVG) mit Schulungszentrum von 2014 nach Plänen von Schilling Architekten, Köln.